# Comité national contre le tabagisme
Pour les articles homonymes, voir CNCT.
Le Comité national contre le tabagisme (CNCT) est une association française qui s’engage et agit pour la prévention et la protection des personnes face aux méfaits du tabac et aux pratiques de son industrie. Le CNCT mène des actions de prévention afin de sensibiliser aux dangers du tabagisme et aux actions de plaidoyer pour faire adopter des mesures de protection efficaces.
Le CNCT est membre de l'Alliance contre le tabac, une coalition qui fédère les associations françaises parties prenantes de la lutte antitabac.

## Histoire

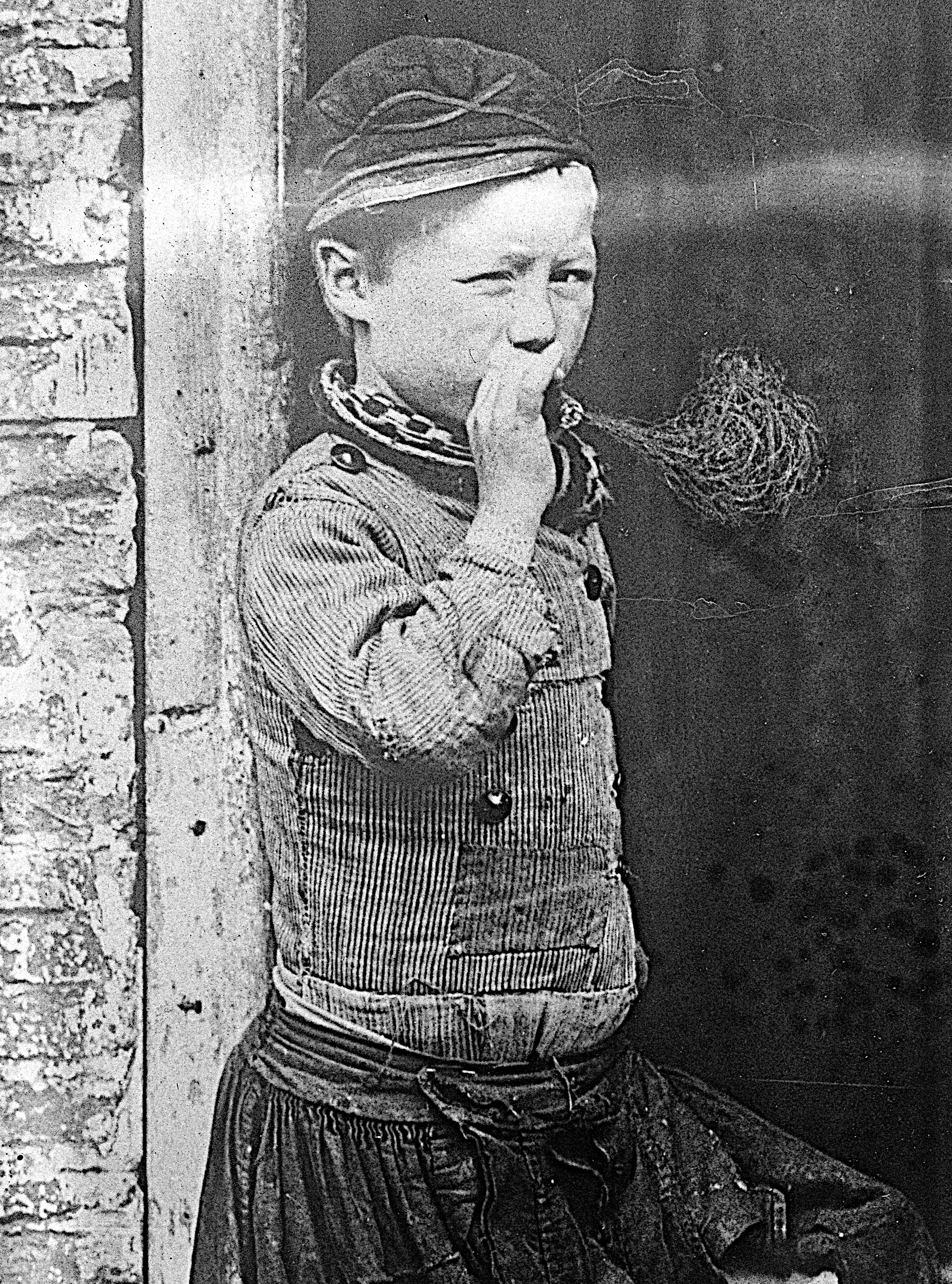
Jeune fumeur hollandais en 1920.

À la fin du XIXe siècle apparaît en France, pour la première fois, une association intitulé « Société contre l'abus du tabac » en 1868. Elle est formée de membres tels que : médecins, enseignants, journalistes ou  membres de la justice et entend lutter contre le tabagisme qui se répand alors grâce à l'apparition des cigarettes manufacturées sur la base de l'invention de James Albert Bonsack (1859-1924),. La presse tourne en ridicule les militants de l'association « anti-tabac » où les journalistes clament alors haut et fort le droit des fumeurs à fumer.
L'association prend sa dénomination actuelle à l'occasion de son centenaire, en 1968. Elle est reconnue d'utilité publique le 9 février 1977.

## Campagnes de prévention
Chaque année, le CNCT organise une campagne de prévention sur les risques du tabac. Les différentes campagnes informent des risques qu'a la consommation de tabac sur la santé ainsi que son impact économique sur l'individu fumeur. La campagne de 2012 « Le poids du tabac » dénonce le coût du tabac pour le système de santé français.